# Макріс Карнейро
Макріс Фернанда Сілва Карнейро (порт. Macris Fernanda Silva Carneiro; 3 березня 1989, Санту-Андре) — бразильська волейболістка. Срібна призерка Олімпійських ігор, чемпіонату світу і розіграшів Ліги націй. Переможниця Всесвітнього гран-прі і першостей Південної Америки.

## Клуби
| Роки      | Клуби                         |
| --------- | ----------------------------- |
| 2007—2009 | «Сан-Каетано»                 |
| 2009—2011 | «Сан-Бернардо»                |
| 2011—2012 | «Сан-Каетано»                 |
| 2012—2015 | «Пінейрос» (Сан-Паулу)        |
| 2015—2017 | «Бразиліа»                    |
| 2017—2022 | «Мінас» (Белу-Орізонті)       |
| 2022—2023 | «Фенербахче» (Стамбул)        |
| 2023—2024 | «Тюрк Хава Йоллари» (Стамбул) |
| 2024—     | «Дентіл-Прая» (Уберландія)    |

## Досягнення
У збірній
Олімпійські ігри
- Друге місце (1): 2021
- Третє місце (1): 2024

Чемпіонат світу
- Друге місце (1): 2022

Всесвітнє гран-прі
- Перше місце (1): 2017
- Третє місце (1): 2015

Ліга націй
- Друге місце (4): 2019, 2021, 2022, 2025

Чемпіонат Південної Америки
- Перше місце (4): 2017, 2019, 2021, 2023

У клубах
Клубний чемпіонат світу
- Друге місце (1): 2018

Клубний чемпіонат Південної Америки
- Перше місце (4): 2018, 2019, 2020, 2022
- Друге місце (1): 2021

Чемпіонат Бразилії
- Перше місце (6): 2019, 2021, 2022
- Друге місце (1): 2009, 2018

Кубок Бразилії
- Перше місце (3): 2015, 2019, 2021

Суперкубок Бразилії
- Перше місце (4): 2017, 2019, 2021, 2024

Чемпіонат Туреччини
- Перше місце (1): 2023

Кубок Туреччини
- Друге місце (1): 2023

Особисті
- Найкраща пасуюча чемпіонату Бразилії (8): 2014, 2015, 2016, 2017, 2019, 2020, 2021, 2022
- Найкраща пасуюча клубного чемпіонату Південної Америки (4): 2018, 2019, 2020, 2022
- Найкраща волейболістка чемпіонату Бразилії (2): 2019, 2022
- Найкраща пасуюча клубного чемпіонату світу (1): 2018
- Найкраща пасуюча Ліги націй (1): 2019
- Найкраща пасуюча чемпіонату Туреччини (1): 2023

## Статистика
Статистика виступів на літніх Олімпійських іграх:
| Рік    | Турнір           | Ігри | Сети | Очки | Ср. | Місце | Примітки |
| ------ | ---------------- | ---- | ---- | ---- | --- | ----- | -------- |
| 2021   | Олімпійські ігри | 6    | 21   | 9    | ,   | 2     |          |
| 2024   | Олімпійські ігри | 6    | 16   | 3    | ,   | 3     |          |
| Всього | Всього           | 12   | 37   | 12   | ,   |       |          |